# Songcun (sockenhuvudort i Kina, Zhejiang Sheng, lat 29,73, long 118,90)
Songcun (kinesiska: 宋村, 宋村乡) är en sockenhuvudort i Kina. Den ligger i provinsen Zhejiang, i den östra delen av landet, omkring 140 kilometer sydväst om provinshuvudstaden Hangzhou. Antalet invånare är 4 213. Befolkningen består av 2 168 kvinnor och 2 045 män. Barn under 15 år utgör 14,0 %, vuxna 15-64 år 66 %, och äldre över 65 år 18,0 %.
Runt Songcun är det ganska tätbefolkat, med 75 invånare per kvadratkilometer. Närmaste större samhälle är Qiandaohu, 18,7 km sydost om Songcun. I omgivningarna runt Songcun växer i huvudsak blandskog.
Genomsnittlig årsnederbörd är 3 004 millimeter. Den regnigaste månaden är juni, med i genomsnitt 501 mm nederbörd, och den torraste är oktober, med 117 mm nederbörd.